# Kastellsjön
Kastellsjön är en sjö i Hudiksvalls kommun i Hälsingland och ingår i Harmångersån-Delångersåns kustområde. Sjön har en area på 0,212 kvadratkilometer och ligger 35,1 meter över havet.

## Delavrinningsområde
Kastellsjön ingår i det delavrinningsområde (685350-157175) som SMHI kallar för Utloppet av Kastellsjön. Medelhöjden är 52 meter över havet och ytan är 2,59 kvadratkilometer. Det finns inga avrinningsområden uppströms utan avrinningsområdet är högsta punkten. Vattendraget som avvattnar avrinningsområdet har biflödesordning 3, vilket innebär att vattnet flödar genom totalt 3 vattendrag innan det når havet efter 13 kilometer. Avrinningsområdet består mestadels av skog (79 procent). Avrinningsområdet har 0,21 kvadratkilometer vattenytor vilket ger det en sjöprocent på 8 procent.